# Tammi Patterson
Tammi Patterson (Sydney, 3 januari 1990) is een tennisspeelster uit Australië. Ze begon op negenjarige leeftijd met tennis. Haar favoriete ondergrond is hardcourt. Zij speelt rechtshandig en heeft een tweehandige backhand.
In 2006 speelde Patterson haar eerste ITF-toernooi, in Gladstone (Australië). In het enkelspel won zij geen toernooien. Wel bezit zij vijf ITF-titels in het dubbelspel, de meest recente in 2010 in Wellington (Nieuw-Zeeland), samen met de Hongaarse Tímea Babos.

## Posities op deWTA-ranglijst
Positie per einde seizoen:
| jaartal | ranking enkelspel | ranking dubbelspel |
| ------- | ----------------- | ------------------ |
| 2014    | 466               | 516                |
| 2013    | 304               | 306                |
| 2012    | 530               | 533                |
| 2011    | 406               | 360                |
| 2010    | 351               | 319                |
| 2009    | 698               | 622                |
| 2006    | 1227              | –                  |

## Prestatietabel grandslamtoernooien
| Legenda | Legenda                          |
| ------- | -------------------------------- |
| g.t.    | geen toernooi gehouden           |
| l.c.    | lagere categorie                 |
| –       | niet deelgenomen                 |
| G       | uitgeschakeld in de groepsfase   |
| 1R      | uitgeschakeld in de eerste ronde |
| 2R      | uitgeschakeld in de tweede ronde |
| 3R      | uitgeschakeld in de derde ronde  |
| 4R      | uitgeschakeld in de vierde ronde |
| KF      | uitgeschakeld in de kwartfinale  |
| HF      | uitgeschakeld in de halve finale |
| F       | de finale verloren               |
| W       | het toernooi gewonnen            |
| w-v     | winst/verlies-balans             |

### Enkelspel
Patterson speelde tot en met januari 2015 niet in het enkelspel op een grandslamtoernooi.

### Vrouwendubbelspel
| Toernooi        | 2011 | 2012 |    | 2014 |
| --------------- | ---- | ---- | -- | ---- |
| Australian Open | 1R   | 1R   | 1R |      |
| Roland Garros   | –    | –    | –  |      |
| Wimbledon       | –    | –    | –  |      |
| US Open         | –    | –    | –  |      |